# Aenny Loewenstein

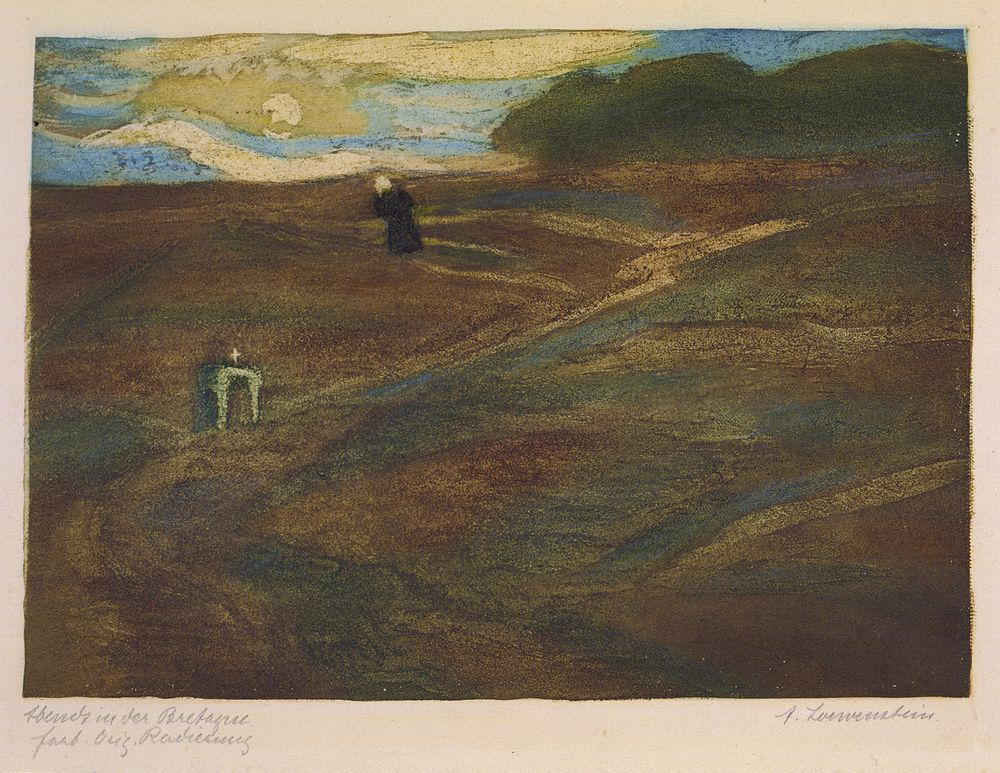
Abends in der Bretagne

Aenny Loewenstein, eigentlich Anna Loewenstein (* 1871 in Berlin; † 5. Mai 1925 ebenda) war eine deutsche Malerin und Grafikerin.

## Leben und Werk
Aenny Loewenstein trat 1898 in den Verein der Berliner Künstlerinnen ein. Sie blieb bis 1918 Vereinsmitglied. Mitglied des Berliner Lokal-Vereins der Deutschen Kunstgenossenschaft war sie ab 1902. Sie studierte von 1904 bis 1907 bei Margarete Hoenerbach und zeitweise auch in Paris. Von 1906 bis 1908 arbeitete sie als Lehrerin an der Zeichen- und Malschule des VdBK. Zu ihren Schülerinnen gehörte u. a. die jüdische Malerin Marie Schönfeldt-Eisner. An Vereinsausstellungen beteiligte sie sich bis zum Jahr ihres Austritts. Im Jahr 1913 war sie Gründungsmitglied und Teil des Vorstandes des Frauenkunstverbandes.
Im Jahr 1914 wurde Loewenstein mit einer Silbermedaille auf der Internationalen Ausstellung für Buchgewerbe und Graphik in Leipzig ausgezeichnet. 1925 nahm sie sich in ihrer Wohnung in der Bülowstraße 5 zu Schöneberg das Leben. Über das Thema des Suizids hatte sie sich schon Jahre vorher mit Käthe Kollwitz ausgetauscht.
Zu Loewensteins Werken gehören Porträts, Landschaften und Alltagsszenen; sie schuf vor allem Radierungen und Gouachen. Werke Loewensteins sind im Kupferstichkabinett Dresden und in der Stiftung Stadtmuseum Berlin vorhanden, außerdem im Museum of New Zealand Te Papa Tongarewa.